# سرگئی گراسیموف (کارگردان)
سرگئی گراسیموف  (به انگلیسی: Sergei Gerasimov) کارگردان و فیلمنامه‌نویس اهل شوروی بود. قدیمی‌ترین مؤسسهٔ فیلمسازی دنیا که مؤسسه سینمایی گراسیموف نام دارد، نام خود را از این هنرمند گرفته است.
از جمله فیلم‌های وی می توان به نگهبان جوان اشاره کرد.